# Triclistus propinquus
Triclistus propinquus är en stekelart som först beskrevs av Cresson 1868.  Triclistus propinquus ingår i släktet Triclistus och familjen brokparasitsteklar. Inga underarter finns listade i Catalogue of Life.